# Герб Татарстану

Герб Республіки Татарстан

Герб Респу́бліки Татарста́н є державним символом Республіки Татарстан. Затверджений Постановою Верховної Ради Республіки Татарстан № 1415-ХІІ від 7 лютого 1992. У цей час правила використання Державного герба регламентуються Законом «Про державні символи Республіки Татарстан».

## Опис
Державний герб Республіки Татарстан являє собою зображення крилатого барса з круглим щитом на боці, з піднятою правою передньою лапою на тлі диска сонця, поміщеного в обрамлення з татарського народного орнаменту, у підставі якого напис «Татарстан», крила складаються із семи пір'їв, розетка на щиті складається з восьми пелюстків.
Герб Республіки Татарстан виконаний у кольорах прапора Татарстану; має круглу форму.
Центральний образ герба — крилатий барс — у давнину божество родючості, заступник дітей. У гербі Республіки Татарстан барс — заступник громадян республіки і її народу. Барс зображений на тлі червоного диска сонця. Сонце — у давнину головне божество багатьох народів. Червоне сонце на гербі Татарстану означає добре знамення, успіх, щастя, життя. На лівому боці барса — круглий щит, що означає правову, економічну, силову захищеність громадян Республіки Татарстан.
У кольоровому зображенні Державного герба Республіки Татарстан сонце — червоного; барс, його крила й розетка на щиті — білого; обрамлення — зеленого; щит, орнамент на обрамленні й напис «Татарстан» — золотавого кольору.
Квітка айстри з парною кількістю пелюстків символізує вічне джерело життя, довголіття, побажання довголіття.
Піднята права передня лапа барса — це традиційний геральдичний жест, що підкреслює велич верховної влади. Це означає також початок руху (справи) «кроком правої ноги», добрий початок руху Татарстану по шляху відновлення. Гострі зуби й пазурі барса означають його здатність постояти за себе й за тих, кого він захищає. Сім пір'їв крил барса символізують простір впливу заступницької сили барса — і на землі, і на небесах. Положення хвоста барса означає гарний настрій, дружелюбність.
Популярний татарський рослинний орнамент і квітка тюльпана персоніфікують пробудження весняної природи й символізують відродження Татарстану.
Три золотих кола охоплюють герб на трьох рівнях. Вони виражають ідею єдності, нескінченності й вищої досконалості.
Символічні значення кольорів: золотий колір — добірність, краса, багатство землі Татарстану; зелений колір — зелень весни, відродження Татарстану; білий колір — чистота помислів громадян Татарстану; червоний колір — зрілість, енергія, сила, життя, життєздатність Татарстану.
Герб Республіки Татарстан затверджує такі загальнолюдські, моральні цінності, як добро, справедливість, благополуччя громадян, дружба між народами, мир і прогрес.
Автором Державного герба Республіки Татарстан є художник-монументаліст, член Союзу художників Татарстану Ріф Фахрутдінов.